# Sen trắng
Sen trắng, tên khoa học Nelumbo lutea, còn gọi là sen Mỹ hay sen vàng, là một loài thực vật có hoa trong họ Sen (Nelumbonaceae). Loài cây này có thân rễ lớn được người Mỹ bản xứ sử dụng làm nguồn thức ăn. Tại Illinois người ta gọi nó là "macoupin".

## Tham khảo

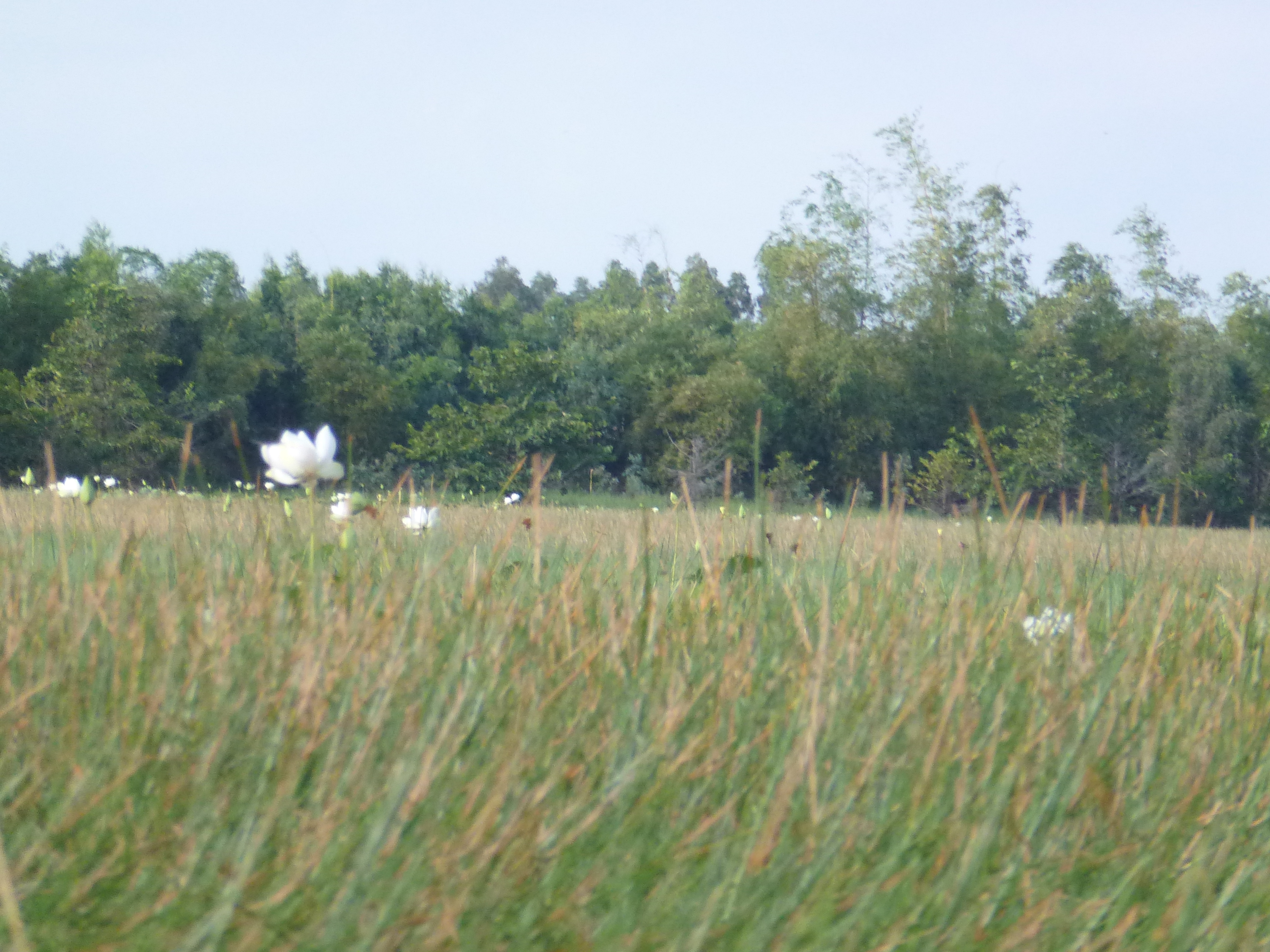
Sen trắng tại Vườn quốc gia Tràm Chim (Đồng Tháp, Việt Nam)

## Hình ảnh

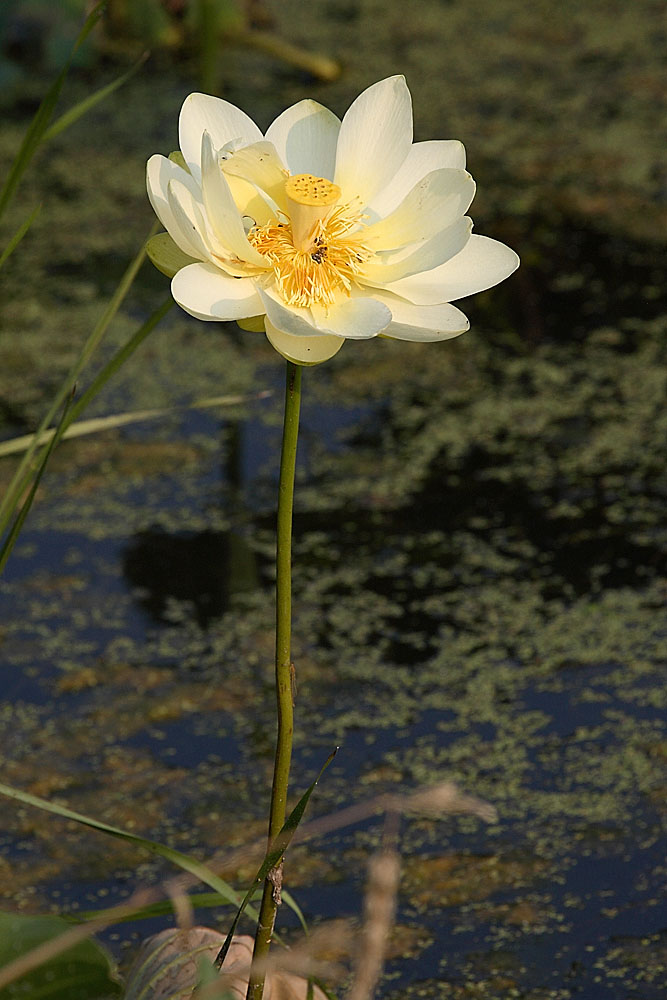
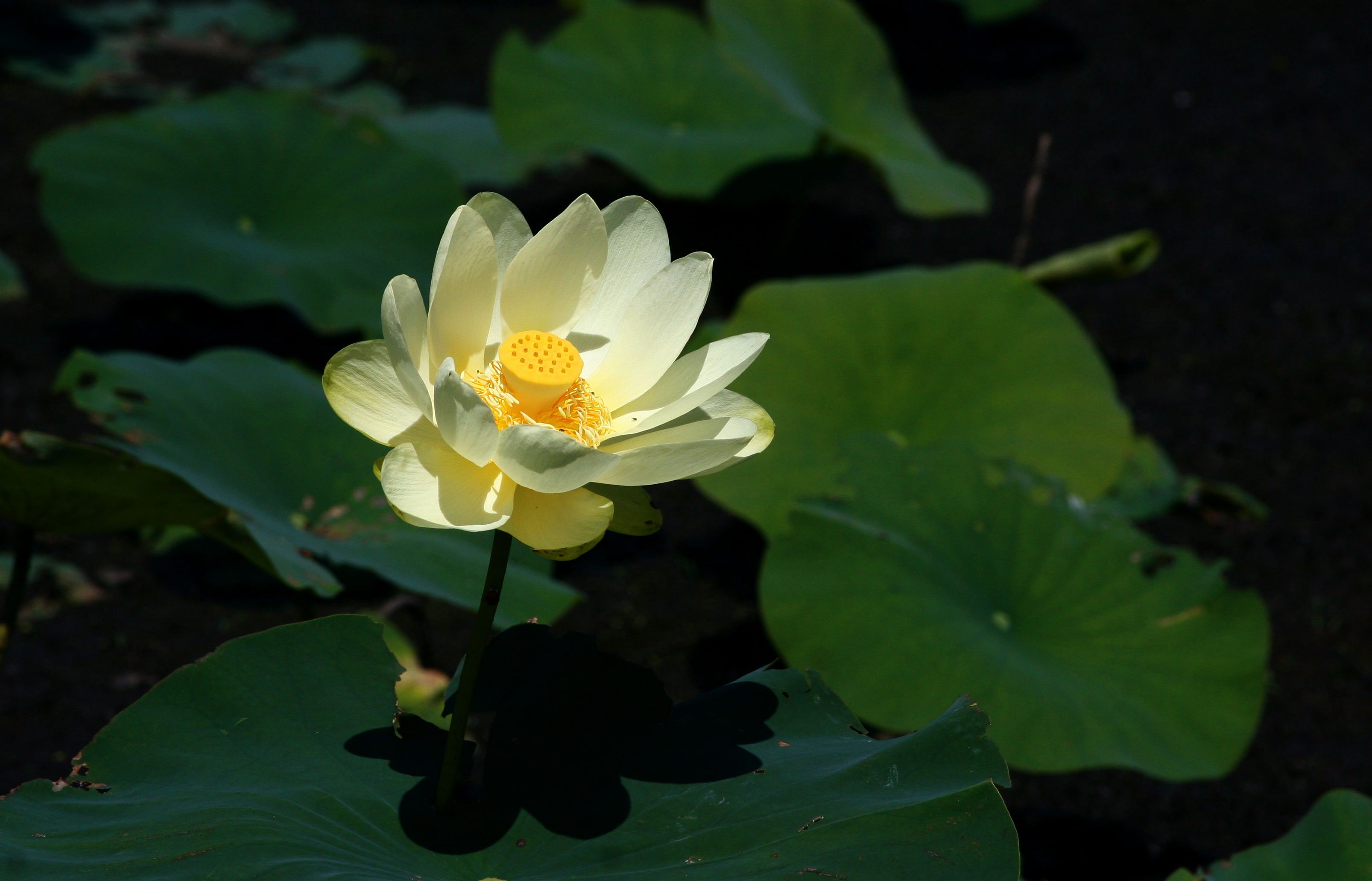
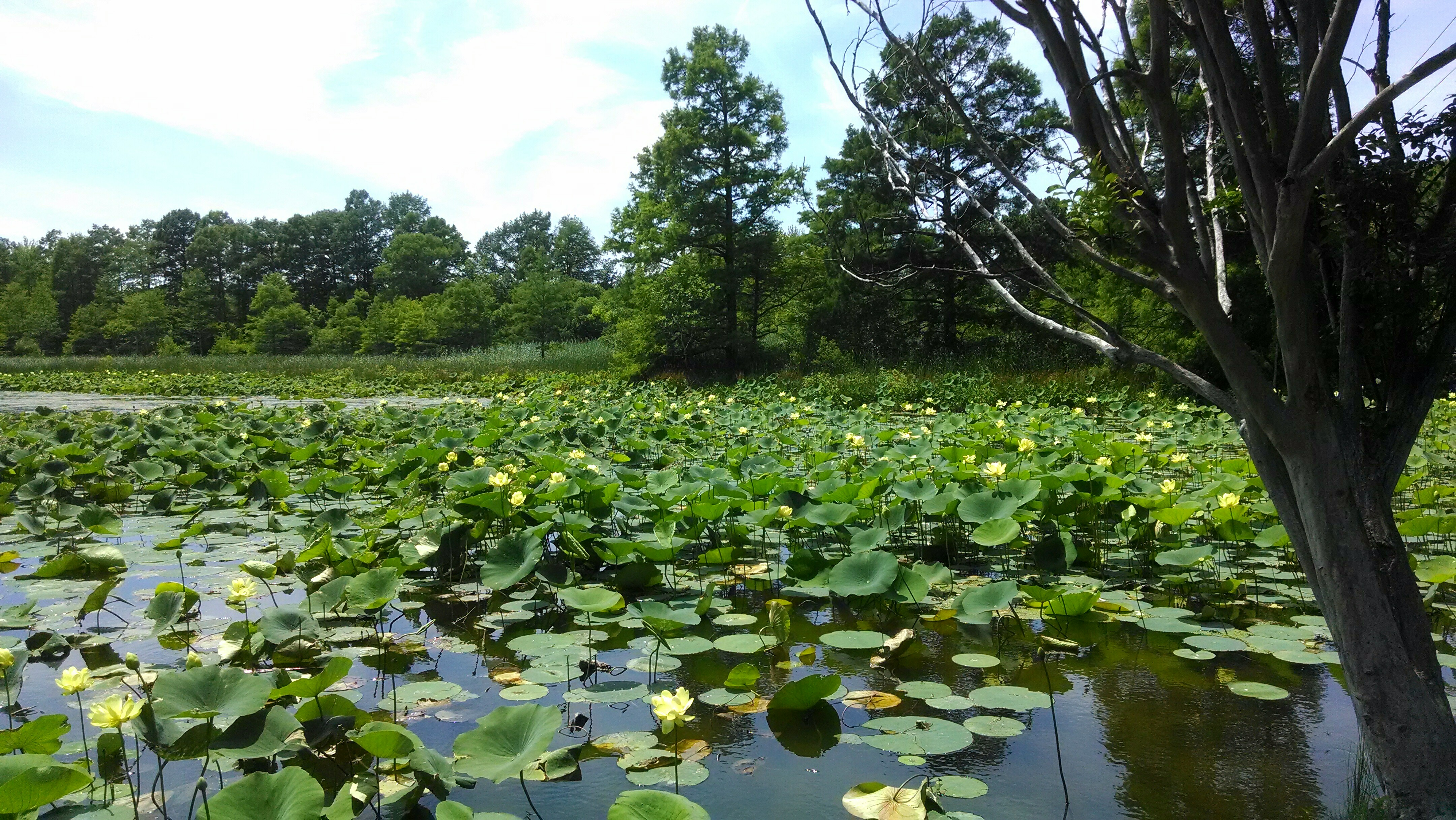
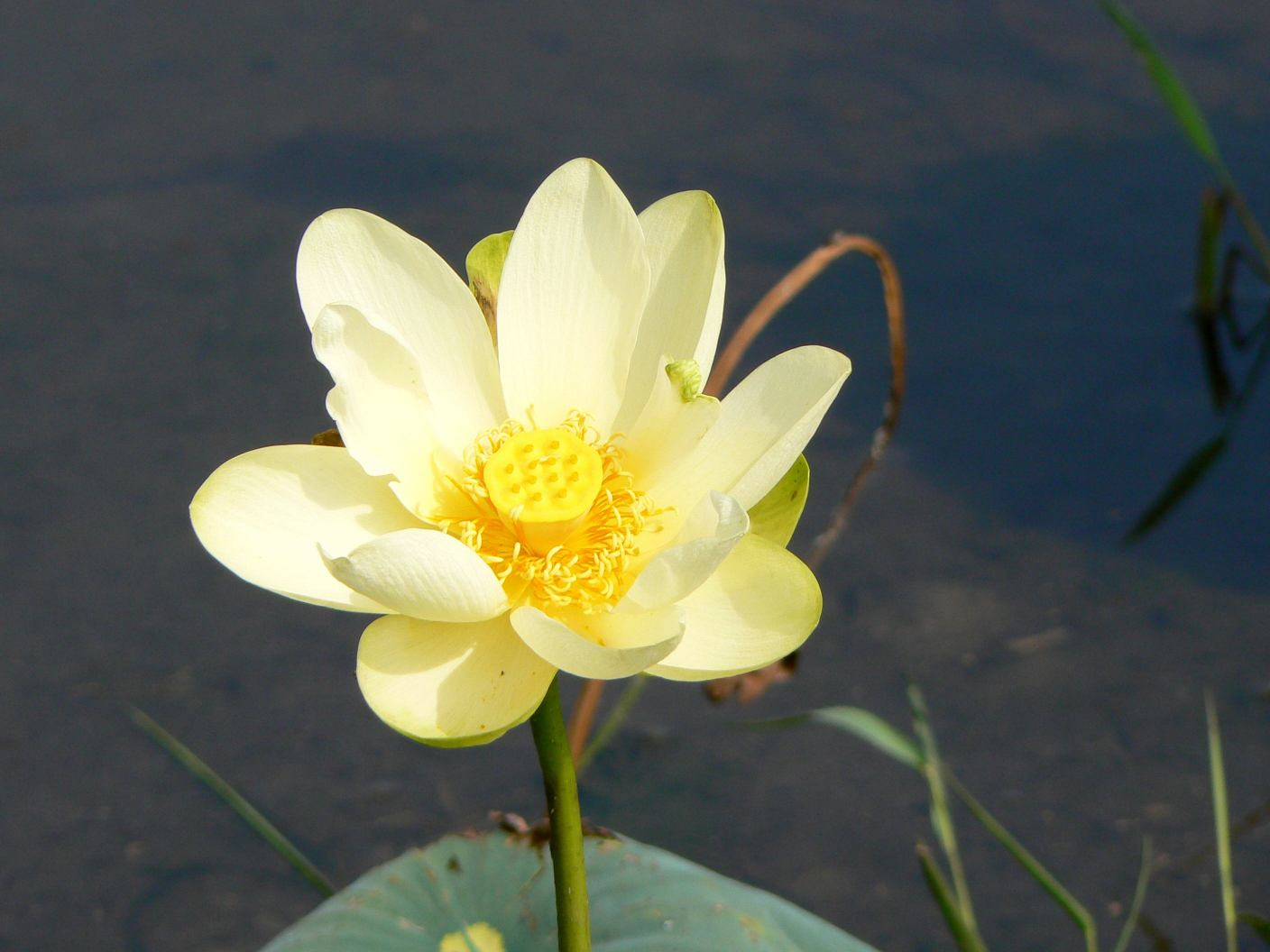
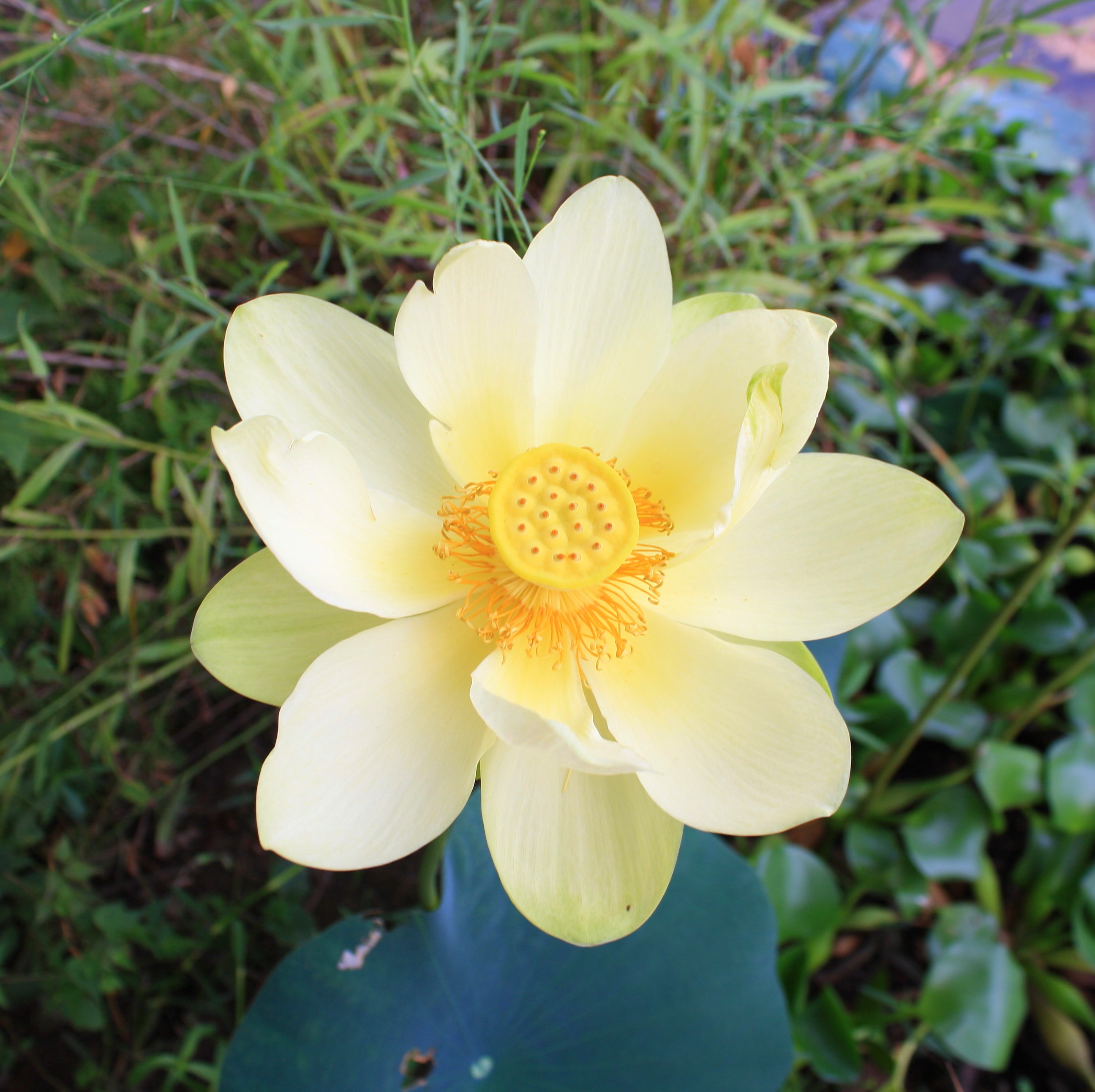
Sen vàng hay sen Mỹ
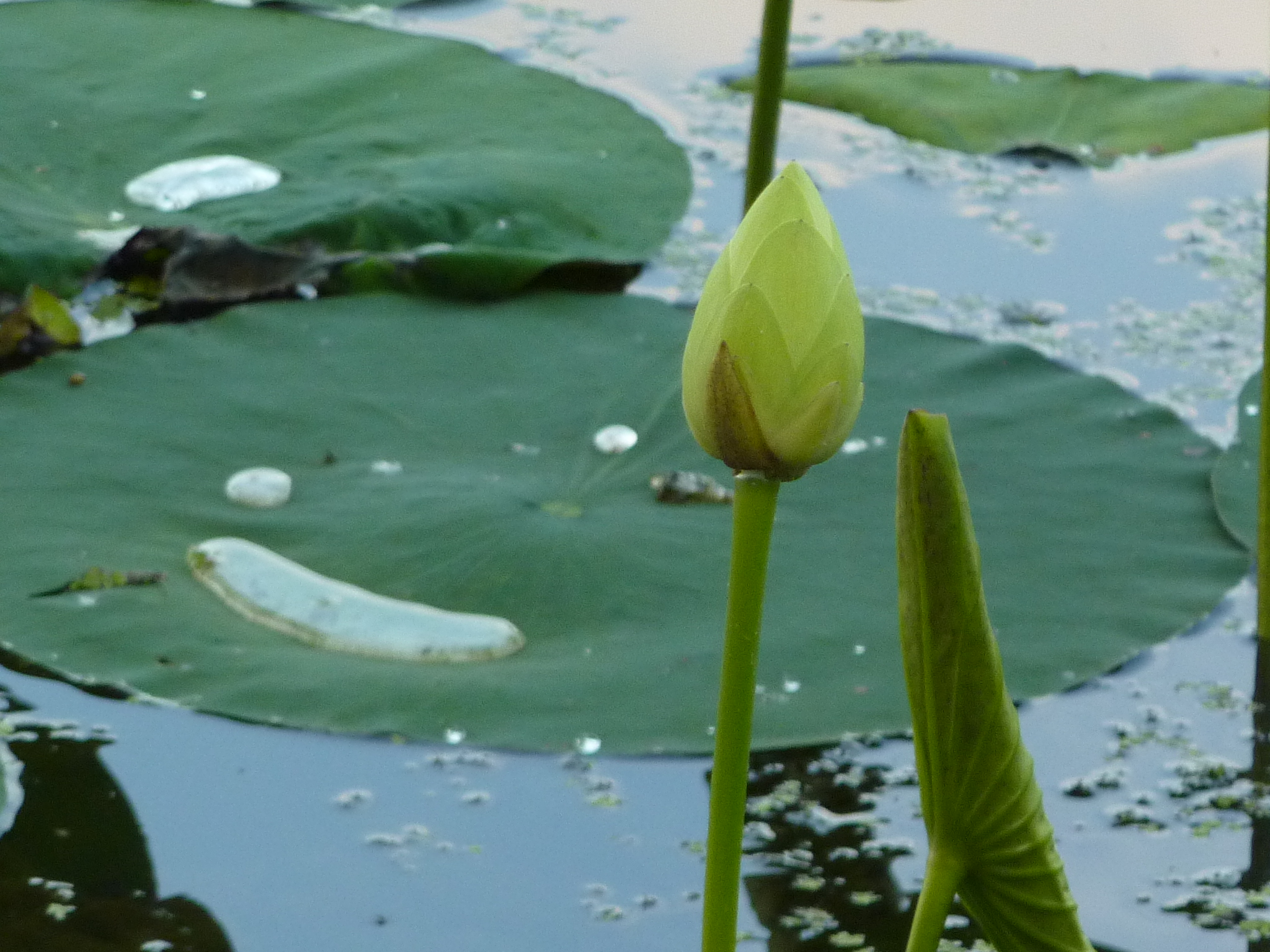